# Dihaj
Diana Hajiyeva (Mariúpol, RSS de Ucrania, Unión Soviética, 13 de junio de 1989), conocida artísticamente como Dihaj, es una cantante, compositora y productora musical. Fue elegida internamente por la cadena azerí İctimai para ser la representante del país en el Festival de la Canción de Eurovisión 2017.

## Biografía
Diana Hajiyeva nació el 13 de junio de 1989 en Mariúpol, RSS de Ucrania, Unión Soviética (actual Ucrania). Desde su infancia estuvo involucrada con la música y estudió piano en la Escuela Musical Mstislav Rostropóvich entre 1996 y 2002 en su ciudad natal y también mostró mucho interés en el jazz. Desde 2006 fue transferida a la clase de vocal. En 2010, Diana se graduaría en la Baku Academy of Music como directora de coro y luego en 2012 se graduaría de nuevo en el Institute of Contemporary Music Performance en Londres con diploma de rango vocal superior.
Ya había intentado representar a su país en el Festival de Eurovisión de 2011, participando en la preselección nacional que Azerbaiyán realizó en aquel año. Sin embargo, aunque los elegidos fueron Eli & Nikki, Diana Hajiyeva se haría con un lugar en la escena musical de su país que complementaría participando en el Festival de Eurovisión 2016 como corista de Samra.
En 2017, participó en el Festival de la Canción de Eurovisión 2017 con la canción "Skeletons". Se clasificó para la final quedando en el puesto catorce, de un total de veintiséis canciones.

## Discografía
Sencillos
- "I Break Again" (2014)
- "Gecələr keçir" (2015)[3]
- "Complain" (2016)[4]
- "Eşqini aşagı sal" (2016)
- "Skeletons"